# Sophie Hansson
Sophie Elizabeth Hansson (Helsingborg, 2 de agosto de 1998) es una deportista sueca que compite en natación, especialista en el estilo braza. Su hermana Louise compite en el mismo deporte.
Ganó una medalla de plata en el Campeonato Mundial de Natación de 2024 y cinco medallas en el Campeonato Mundial de Natación en Piscina Corta de 2021.
Además, obtuvo dos medallas de oro en el Campeonato Europeo de Natación, en los años 2021 y 2022, y cuatro medallas en el Campeonato Europeo de Natación en Piscina Corta entre los años 2015 y 2023.
Participó en dos Juegos Olímpicos de Verano, en los años 2016 y 2020, ocupando en Tokio 2020 el quinto lugar en el relevo 4 × 100 m estilos y el sexto en 100 m braza y en 4 × 100 m libre.
Estudió Administración de Empresas en la Universidad Estatal de Carolina del Norte.

## Palmarés internacional
| Campeonato Mundial                  | Campeonato Mundial     | Campeonato Mundial | Campeonato Mundial |
| Año                                 | Lugar                  | Medalla            | Prueba             |
| ----------------------------------- | ---------------------- | ------------------ | ------------------ |
| 2024                                | Doha (Catar)           | Medalla de plata   | 4 × 100 m estilos  |
| Campeonato Mundial en Piscina Corta |                        |                    |                    |
| Año                                 | Lugar                  | Medalla            | Prueba             |
| 2021                                | Abu Dabi (EAU)         | Medalla de oro     | 4 × 50 m estilos   |
| 2021                                | Abu Dabi (EAU)         | Medalla de oro     | 4 × 100 m estilos  |
| 2021                                | Abu Dabi (EAU)         | Medalla de plata   | 100 m braza        |
| 2021                                | Abu Dabi (EAU)         | Medalla de bronce  | 50 m braza         |
| 2021                                | Abu Dabi (EAU)         | Medalla de bronce  | 4 × 100 m libre    |
| Campeonato Europeo                  |                        |                    |                    |
| Año                                 | Lugar                  | Medalla            | Prueba             |
| 2021                                | Budapest (Hungría)     | Medalla de oro     | 100 m braza        |
| 2022                                | Roma (Italia)          | Medalla de oro     | 4 × 100 m estilos  |
| Campeonato Europeo en Piscina Corta |                        |                    |                    |
| Año                                 | Lugar                  | Medalla            | Prueba             |
| 2015                                | Netanya (Israel)       | Medalla de plata   | 4 × 50 m estilos   |
| 2017                                | Copenhague (Dinamarca) | Medalla de oro     | 4 × 50 m estilos   |
| 2017                                | Copenhague (Dinamarca) | Medalla de bronce  | 50 m braza         |
| 2023                                | Otopeni (Rumania)      | Medalla de oro     | 4 × 50 m estilos   |